# Laguna Los Colorados
La Laguna Colorados es un cuerpo de agua natural situado en el departamento de Cundinamarca, Colombia, en jurisdicción del municipio de Soacha siendo adquirida por este en el año 2023, junto con 194 hectáreas de páramo. Se encuentra ubicado a 70 km al sur de Bogotá, la capital del país.
Efluente del río Panches.